# Portasandstein

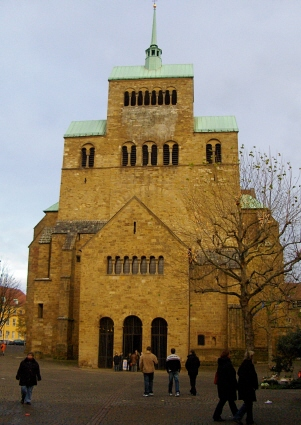
Dom in Minden

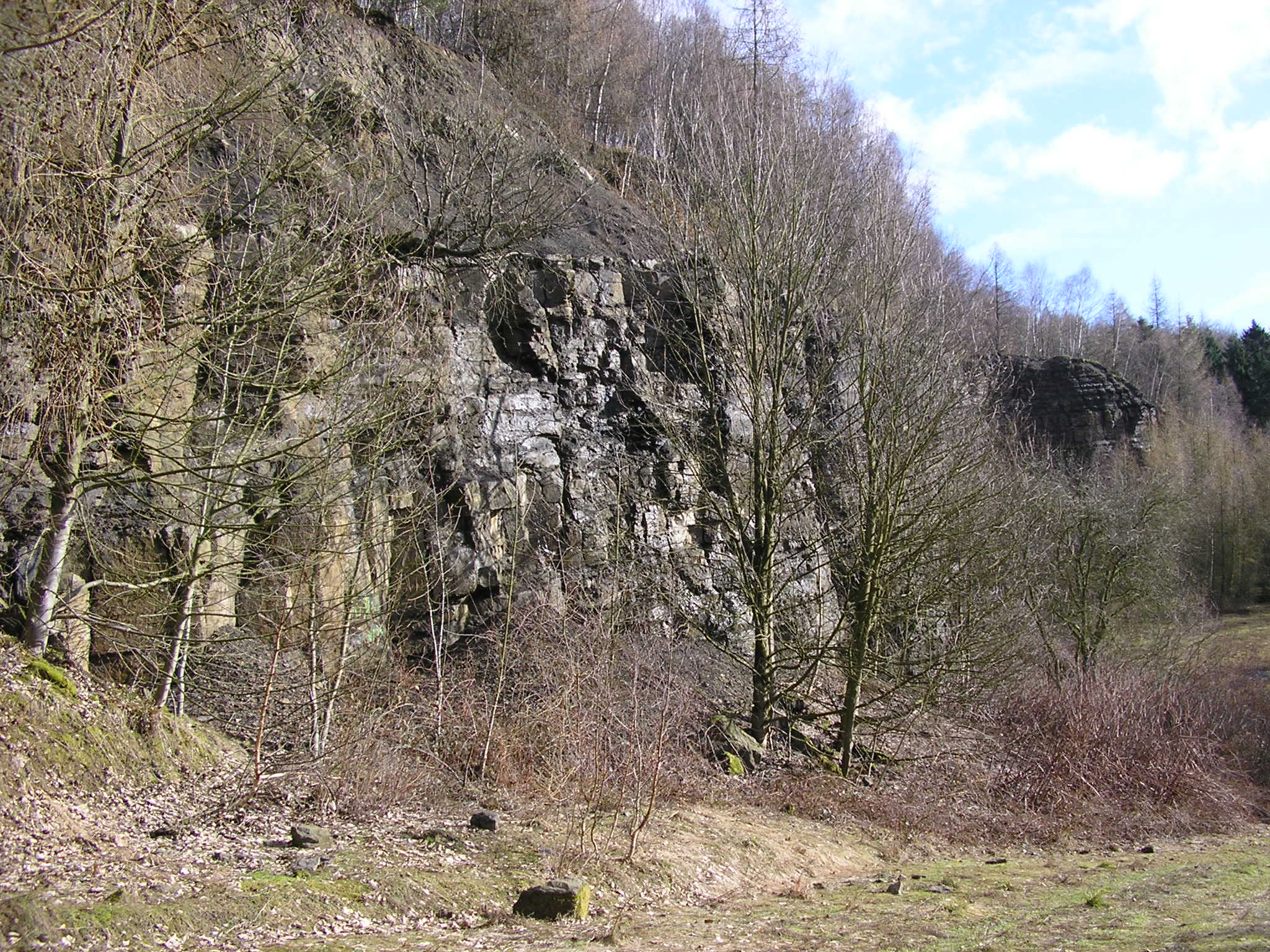
Steinbruch bei Lübbecke

Der Portasandstein (auch Brauner Stein) kommt zwischen Lübbecke, Minden und Lemgo in Ostwestfalen vor. Es handelt sich um einen karbonatisch-ferritischen Sandstein zwischen Weserbergland und Wiehengebirge. Er entstand im Mittleren Jura in den Macrocephalenschichten.

## Gesteinsbeschreibung und Vorkommen
Portasandstein ist in frischem Zustand blaugrau, gelblich und graugrünlich bis braun. Er zeigt teilweise rostige Flecken, die seinem Eisenanteil geschuldet sind. Er ist grobkörnig mit etwa 1 mm Korngröße. Das Korn ist quarzitisch und kaolinisch gebunden.
Am Weserdurchbruch bei Porta Westfalica ist die Sandsteinbank bis zu 20 Meter mächtig. Etwa 4 bis 5 Kilometer westlich des Durchbruchs verringert sich die Mächtigkeit auf 10 Meter und östlich von Lübbecke auf 4 bis 8 Meter, um schließlich bei Lübbecke gänzlich auszukeilen (allmähliche Reduktion der Mächtigkeit auf 0 m). Dieser Sandstein ist unterschiedlich verwitterungsbeständig.

## Verwendung und Abbau
Portasandstein wurde seit dem 11. Jahrhundert entlang der Weser als Werkstein regional in Minden, Verden (Aller), Bremen und Nienburg/Weser verbaut. Beispiele sind Schloss Petershagen, der Mindener Dom, die romanische Kirche St. Cosmae et Damiani in Dörverden, der Bahnhof Minden (Westfalen) und viele weitere Bauwerke. Abgebaut wurde er entweder im treppenförmigen Abbau oder – vor allem auf der rechten Weserseite – in Stollen, die im Zweiten Weltkrieg für die Rüstungsindustrie ausgebaut wurden. Nach Kriegsende wurden sie gesprengt. Schon 1938 wurde der Portasandstein nur noch in einem Kleinbetrieb mit sechs Beschäftigten abgebaut. Nach dem Zweiten Weltkrieg wurde dieser Naturstein nicht mehr abgebaut.
Aufgelassene Steinbrüche:
- Übungsplatz des Pionierregiments 100 und Blauer See bei Porta Westfalica ⊙
- Sandsteinklippe an der Porta-Kanzel durch die Erweiterung der Verkehrswege, den Erzbergbau und die U-Verlagerungen ⊙
- Porta Westfalica (Goethe-Freilichtbühne) ⊙
- Wolfsschlucht (Porta Westfalica), einer der ältesten Sandsteinbrüche mit zahlreichen Stolleneingängen ⊙
- Oberlübber Bergsee, Tagebausee ⊙
- bei Lübbecke ⊙